# Sender Bad Godesberg
Der Sender Bad Godesberg ist ein UKW-Sender der Deutschen Telekom AG in Bonn-Bad Godesberg. Er dient zur Verbreitung des Deutschlandfunk-Radioprogramms auf 89,1 MHz mit 5 kW und ist der dienstälteste UKW-Sender des Deutschlandfunks. Als Antennenträger wird ein freistehender Stahlbetonturm verwendet.